# 手少阳三焦经
手少陽三焦經（Sanjiao Meridian of Hand-shaoyang，SJ）是一條經脈，十二正经之一，与手厥陰心包經相表里。本經起於關衝，止於絲竹空，左右各23個腧穴。

## 经脉循行
起于无名指尺侧端（关冲），向上出于手背第四、五掌骨之间，沿着腕背，出于前臂伸侧尺、桡骨之间，向上通过肘尖，上臂外侧三角肌后缘，上达肩部，交出于足少阳胆经的后面，向前进入缺盆，分布于胸中，联络心包，向下通过横膈，从胸至腹，属于上、中、下三焦。
胸中支脉：从胸上出缺盆，上直项部，沿耳后直上，出于耳上到额角，在屈而下行至面颊，到达目眶下。
耳部支脉：从耳后入耳中，出走耳前，与前脉交叉于面颊部，到达目外眦，与足少阳胆经相接。

## 主治概要
本经主要治疗侧头、耳、目、咽喉、胸胁部病证和热病。如偏头痛、胁肋痛、耳鸣、耳聋、目痛、咽喉痛及经脉循行部位的病变。

## 常用腧穴
1. 關衝，井穴
2. 液門，滎穴
3. 中渚，輸穴
4. 陽池，原穴
5. 外關，絡穴，八脈交會穴，通阳维脉
6. 支溝，經穴
7. 會宗，郄穴
8. 三陽絡
9. 四瀆
10. 天井，合穴
11. 清冷淵
12. 消濼
13. 臑會
14. 肩髎
15. 天髎
16. 天牖
17. 翳風
18. 瘈脈
19. 顱息
20. 角孫
21. 耳門
22. 耳和髎
23. 絲竹空